# Parlamentarium
Parlamentarium – centrum dla zwiedzających Parlamentu Europejskiego w Brukseli.

## Opis
Parlamentarium zostało otwarte 14 października 2011 przez przewodniczącego Parlamentu Europejskiego Jerzego Buzka.
Multimedialna interaktywna ekspozycja pokazuje m.in. historię integracji europejskiej i zasady pracy Parlamentu Europejskiego oraz innych unijnych instytucji. Jest ona dostępna dla zwiedzających bezpłatnie w 24 oficjalnych językach Unii Europejskiej. Centrum organizuje także wystawy czasowe. 
Parlamentarium jest największym w Europie parlamentarnym centrum dla zwiedzających i jedną z najważniejszych atrakcji turystycznych Brukseli.

## Galeria

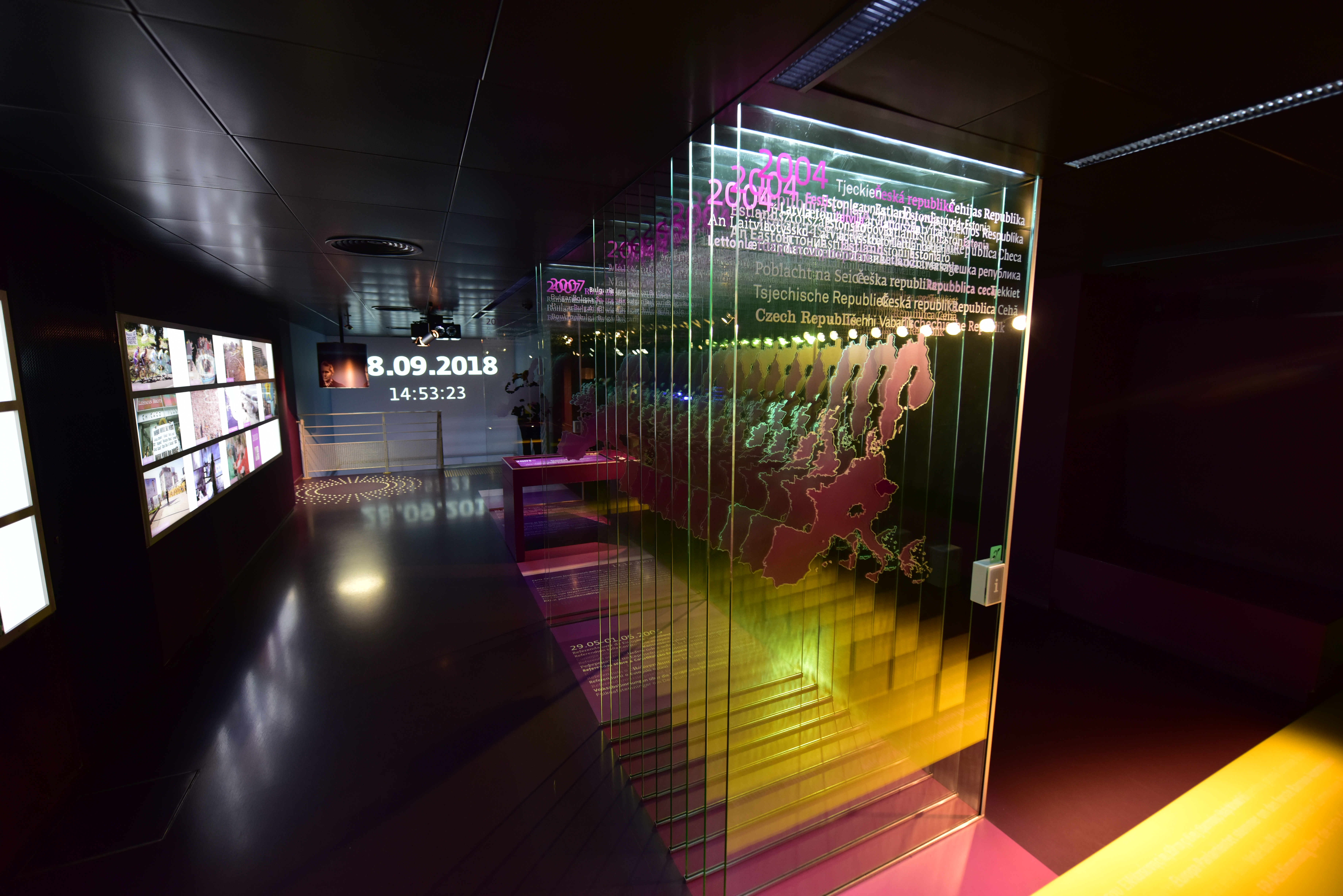
Fragment ekspozycji poświęcony wstąpieniu w 2004 do Unii Europejskiej 10 nowych państw
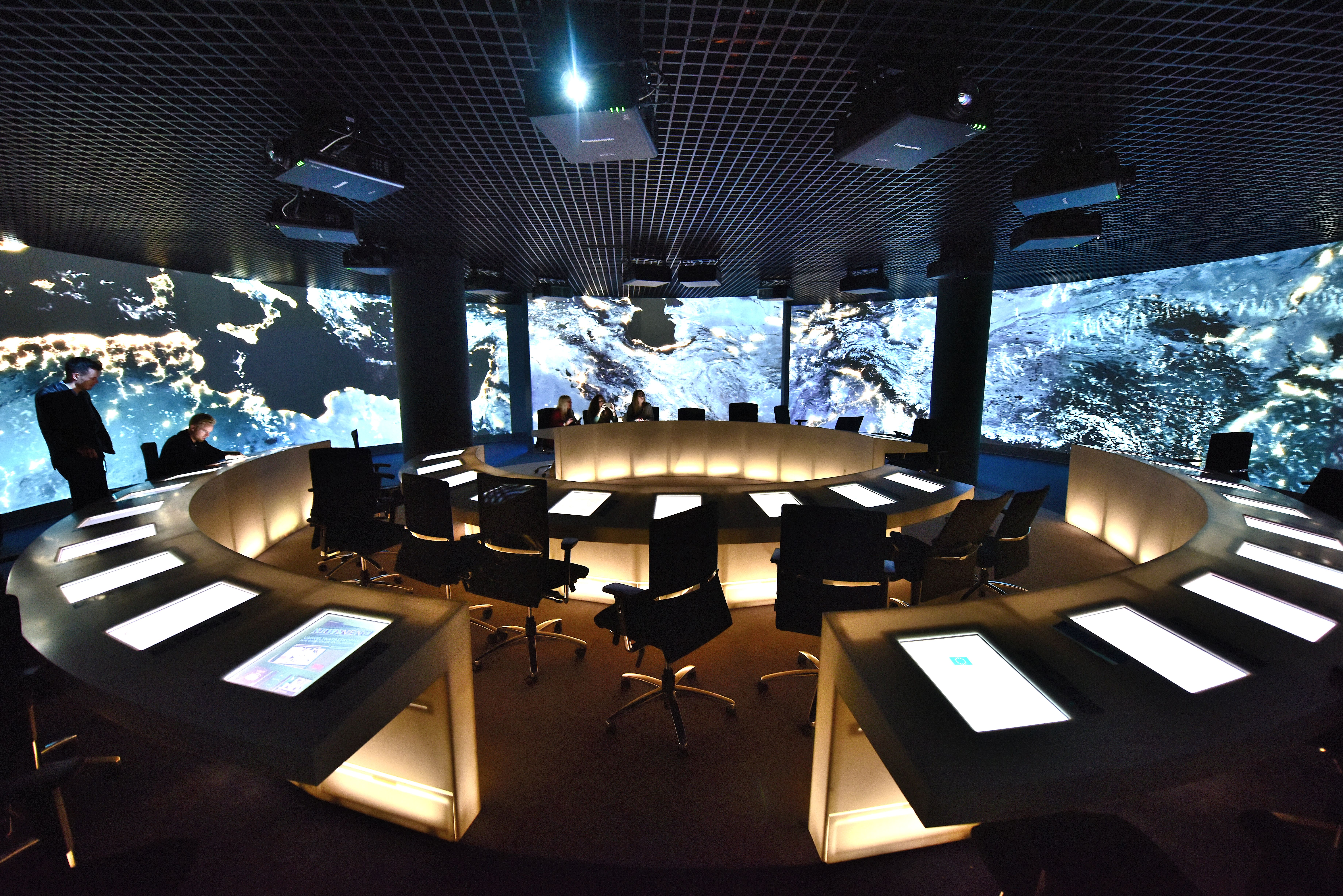
Sala Europa i jej Parlament – 360°
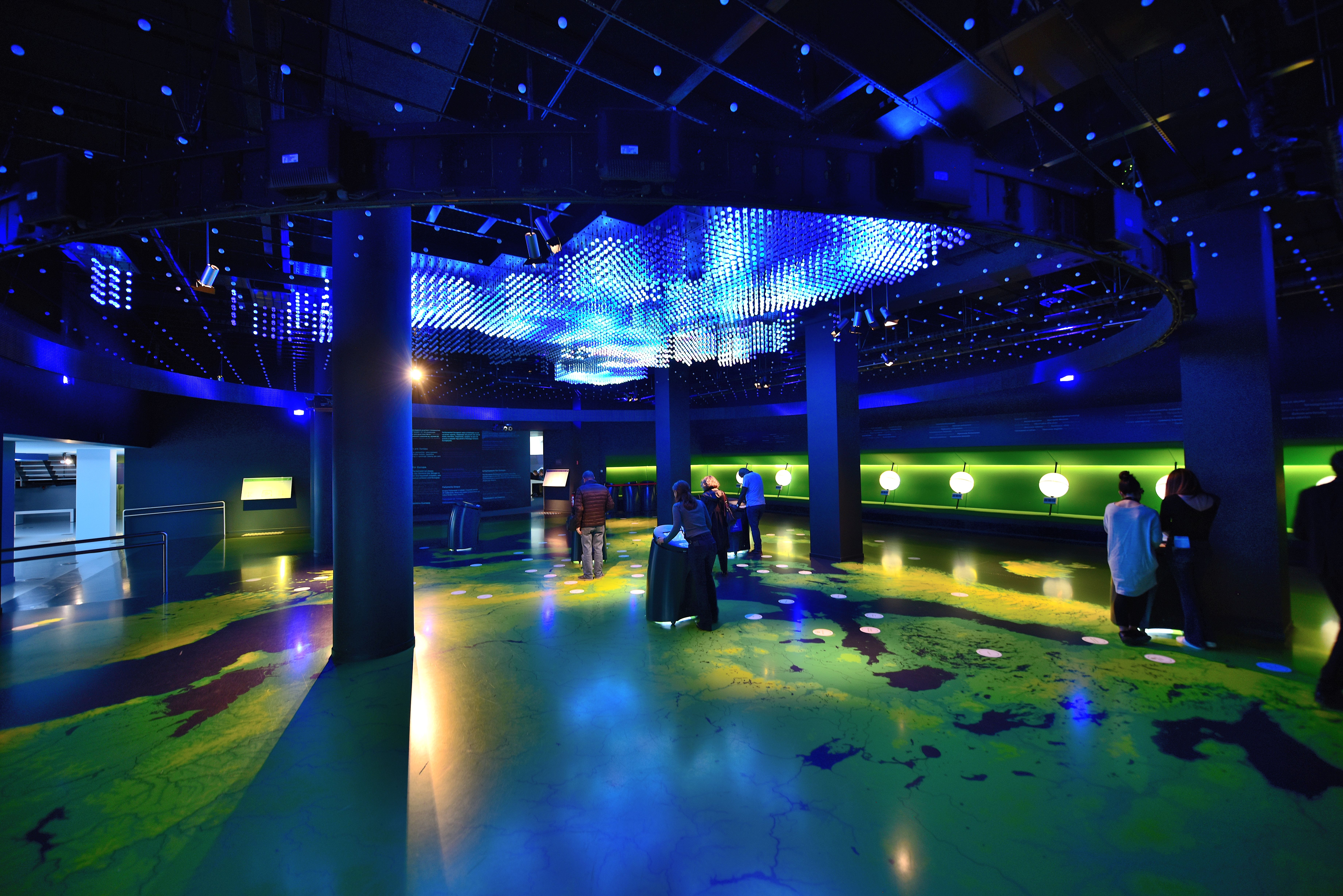
Interaktywna mapa pokazująca różnorodność Unii Europejskiej
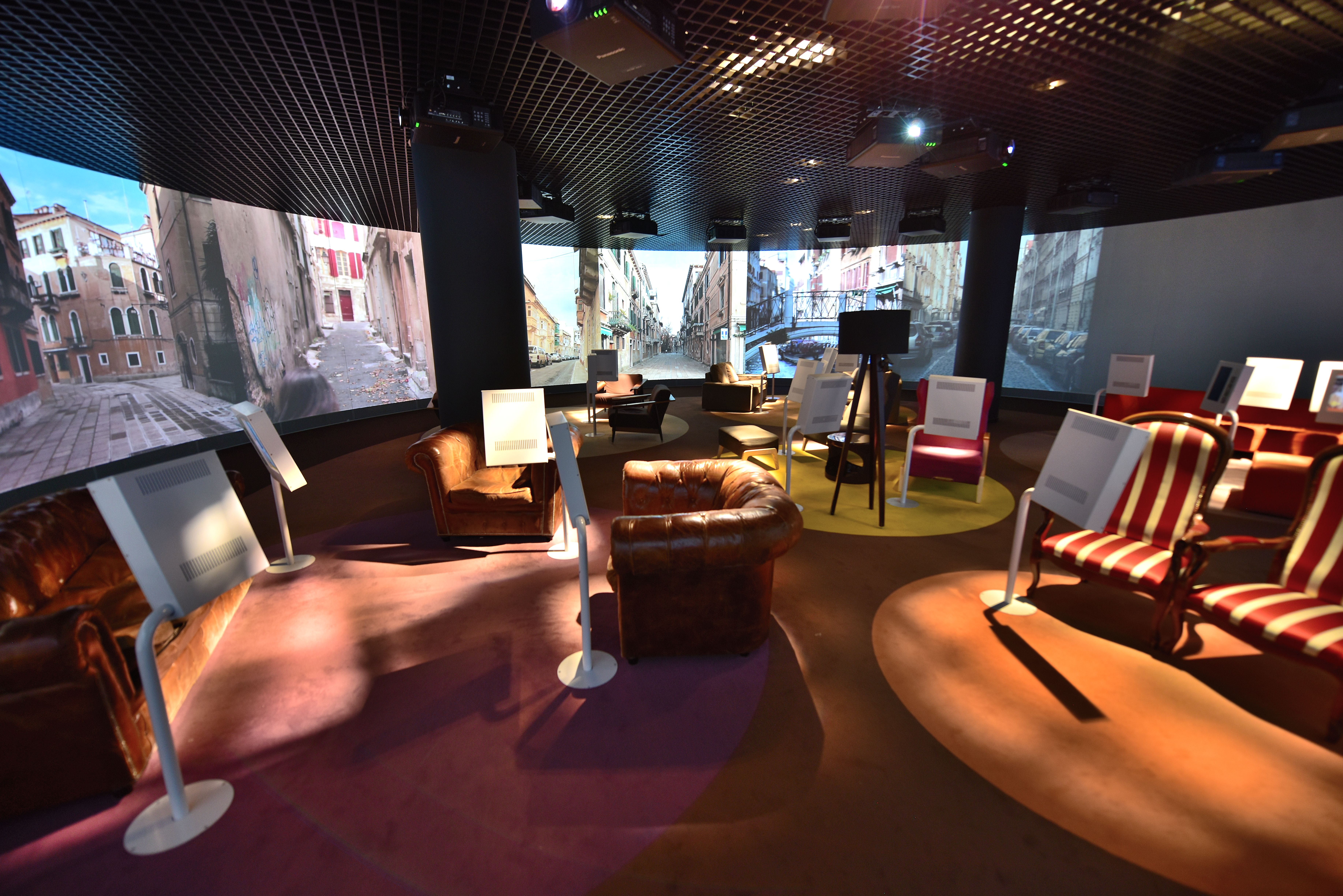
Sala, w której można posłuchać nagranych wypowiedzi, co Unia Europejska oznacza dla obywateli państw członkowskich